# تومیتا نوبوتاکا
تومیتا نوبوتاکا (به ژاپنی: 富田 信高 とみた のぶたか) یک فرمانده نظامی و دایمیو از دوره آزوچی-مومویاما تا اوایل دوره ادو بود. ارباب قلعه ایسه آنوتسو دومین ارباب قلمرو تسو بود. با توجه به دستاوردهای خود در نبرد سکیگاهارا، او اولین ارباب حوزه ایو-اوواجینا شد، اما بعداً جایگزین شد.